# 魯德尼亞-法索瓦
50°37′56″N 28°38′43″E / 50.63222°N 28.64528°E
魯德尼亞-法索瓦（烏克蘭語：Рудня-Фасова），是烏克蘭北部的村莊，隸屬日托米爾州的日托米爾區。該村面積0.37平方公里，2001年人口74，人口密度每平方公里200人。